# I Believe in a Thing Called Love
Singles de The Darkness
Growing on Me
(2003) Christmas Time (Don't Let the Bells End)
(2003)
I Believe in a Thing Called Love est une chanson du groupe britannique The Darkness, issue de leur premier album studio Permission to Land. La chanson est publiée le 22 septembre 2003 en tant que troisième single de l'album.
I Believe in a Thing Called Love est à l'origine issue d'un EP de trois pistes datant d'août 2002, toutefois, avec le peu d'exemplaires édités, le disque ne pouvait espérer entrer dans les charts. L'EP contient également les premières versions des titres Love on the Rocks with No Ice et Love Is Only a Feeling.
En Europe, le single s'est classé à la deuxième position au Royaume-Uni, 8e en Suède, 12e aux Pays-Bas, 14e en Norvège, 47e en Allemagne et à la 52e position en France,. Dans le reste du monde, le single s'est classé à la 40e position en Australie et à la 18e en Nouvelle-Zélande.

## Liste des titres
| 1. | I Believe in a Thing Called Love (single version) | 3:39 |
| 2. | Makin' Out                                        | 3:41 |
| 3. | Physical Sex                                      | 3:32 |
| 4. | Out of My Hands                                   | 6:03 |
| 5. | I Believe in a Thing Called Love (vidéo)          | 3:50 |

## Charts
| Pays                      | Charts                      | Meilleure position | Nombre de semaines | Réf    |
| ------------------------- | --------------------------- | ------------------ | ------------------ | ------ |
| Allemagne                 | Media Control Charts        | 47                 | 1                  | [ 6 ]  |
| Australie                 | ARIA Charts                 | 40                 | 8                  | [ 10 ] |
| France                    | SNEP                        | 52                 | 1                  | ,      |
| Norvège                   | VG-lista                    | 14                 | 6                  | [ 5 ]  |
| Nouvelle-Zélande          | RIANZ                       | 10                 | 18                 | [ 10 ] |
| Pays-Bas                  | MegaCharts                  | 12                 | 17                 | [ 4 ]  |
| Royaume-Uni               | The Official Charts Company | 2                  | 11                 | [ 2 ]  |
| Royaume-Uni (Rock Charts) | The Official Charts Company | 1                  | -                  | [ 11 ] |
| Suède                     | Sverigetopplistan           | 8                  | 18                 | [ 3 ]  |

## Certifications
| Pays              | Certification | Unités certifiées |
| ----------------- | ------------- | ----------------- |
| Royaume-Uni (BPI) | Platine       | 600 000           |